# فوزي برهوم
فوزي برهوم متحدث باسم حركة المقاومة الإسلامية (حماس). كان من مبعدي مرج الزهور في 1992.

## وظائف
- رئيسًا سابقاً لهيئة التوجيه السياسي والمعنوي، التابعة لوزارة الداخلية في غزة، 2011.[3][4]